# August Wilhelm Sternenberg
August Wilhelm Sternenberg (* 26. Mai 1843 in Schwelm; † 12. Oktober 1920 ebenda) war ein deutscher Kaufmann und Politiker.
Sternenberg, der evangelisch-lutherischer Konfession war, war Kaufmann und Fabrikbesitzer in Schwelm. 1884 gehörte er dem Provinziallandtag der Provinz Westfalen an. Er war als Stellvertreter für den Stand der Städte, den Wahlbezirk Mark für die Städte Schwelm, Hagen und Altena gewählt worden.